# Ä̃
Cette page contient des caractères spéciaux ou non latins. S’ils s’affichent mal (▯, ?, etc.), consultez la page d’aide Unicode.
Ä̃ (minuscule : ä̃), appelé A tréma tilde, est un graphème utilisé dans l’écriture d’arikapú, du belanda viri, du nadëb, et du teribe.
Il s’agit de la lettre A diacritée d’un tréma et d’un tilde.

## Utilisation
En arikapú, ä̃ représente une voyelle mi-fermée centrale nasalisée [ɵ̃].
En belanda viri, le a tréma tilde représente une voyelle moyenne centrale avec un ton bas [ə꜖].

## Représentations informatiques
Le A tréma tilde peut être représenté avec les caractères Unicode suivants :
- décomposé et normalisé NFC (latin étendu A, diacritiques) :

| formes    | représentations | chaînes de caractères | points de code | descriptions                                      |
| --------- | --------------- | --------------------- | -------------- | ------------------------------------------------- |
| capitale  | Ä̃               | Ä◌̃                    | U+00C4 U+0303  | lettre majuscule latine a tréma diacritique tilde |
| minuscule | ä̃               | ä◌̃                    | U+00E4 U+0303  | lettre minuscule latine a tréma diacritique tilde |

- décomposé et normalisé NFD (latin de base, diacritiques) :

| formes    | représentations | chaînes de caractères | points de code       | descriptions                                                  |
| --------- | --------------- | --------------------- | -------------------- | ------------------------------------------------------------- |
| capitale  | Ä̃               | A◌̈◌̃                   | U+0041 U+0303        | lettre majuscule latine a diacritique tréma diacritique tilde |
| minuscule | ä̂               | a◌̈◌̃                   | U+0061 U+0308 U+0303 | lettre minuscule latine a diacritique tréma diacritique tilde |